# 號角偏蓋螺
號角偏蓋螺（学名：Capulus badius）为偏蓋螺科偏蓋螺屬下的一个种。